# 灰笛螺
灰笛螺（学名：Tibia cancellata），是中腹足目凤凰螺科长鼻螺属的一种。主要分布于印度尼西亚、中国大陆，常栖息在潮下带。